# 日影図
日影図（ひかげず、にちえいず）とは、建築物が造る影を時刻毎に平面図に書き込み図化したもの。

## 概要
周辺の建物が日影になる時間帯を把握することが出来る。日照権の判断基準となることから、裁判や調停の場では必須資料となる。マンションなどの施行主が、あらかじめ住民説明用に作成する場合がある。
中高層建築物の建築確認申請時には,土地の日影図を作成することが必要となる。 
確認申請に必要な日影投影面の基準は、平均地盤(プラスマイナス0)からの高さから求め、日影図を作成する。
作成に用いる諸数値（縮尺、用いる方位角の数値等）などは、市町村によって異なることからあらかじめ確認が必要。
建物の高さ、形状と日影が最大となる冬至日の太陽の方位角と影の倍率（建築物の位置する緯度、経度により異なる）を要素に求められる。

## 日影図作成に伴う真北測定
日影図の作成には測量技術者による対象土地の真北方向を求めることが必要となる。真北方向を求めるには,一般的に北極星,太陽の天体観測,ジャイロステーションなどが利用される。しかしながら北極星,太陽などの天体観測では,悪天候の場合やビルの谷間など,視界が遮られる環境では実行が困難となる。
ジャイロステーションの利点は,視界の良否とは無関係に観測ができるということである。そのため,納期の短い場合でも確実に成果が得られる。